# Ledomyia alternata
Ledomyia alternata är en tvåvingeart som först beskrevs av Boris Mamaev 1967.  Ledomyia alternata ingår i släktet Ledomyia och familjen gallmyggor. Inga underarter finns listade i Catalogue of Life.